# 樊楫
樊 楫（はん しゅう、? - 1288年）は、モンゴル帝国（大元ウルス）に仕えた漢人将軍の一人。東平府冠氏県の出身。
第三次ベトナム遠征にて主要な指揮官の一人として水軍を率いたが、白藤江の戦いで大敗を喫し殺されたことで知られる。

## 生涯

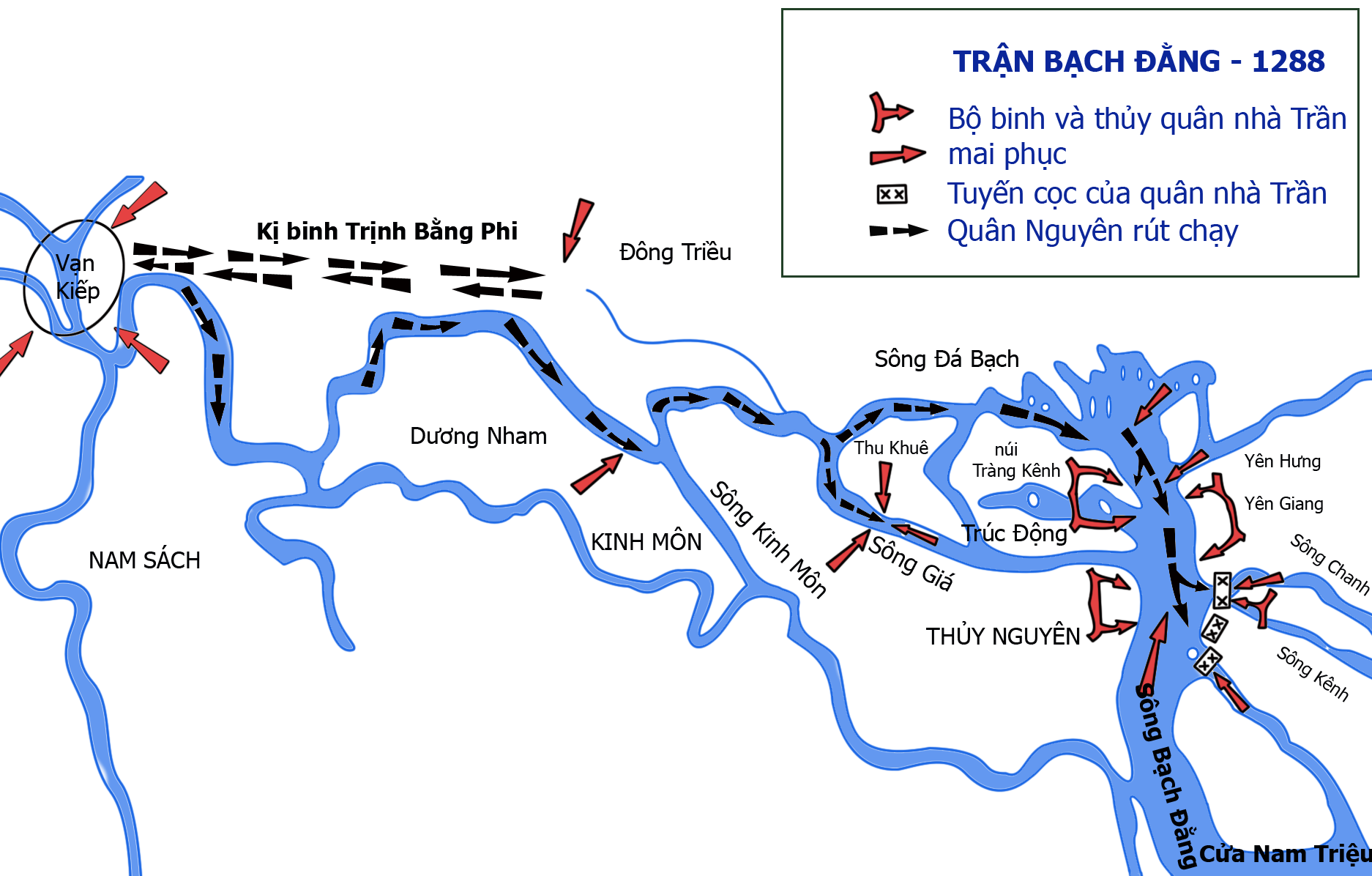
白藤江の戦いの戦闘経過図。樊楫・ウマルら水軍はトンキン湾に出るべく河を下ろうとした所、大越国軍に包囲殲滅されてしまったようである。

樊楫ははじめ軍吏となったが、参政のエリク・カヤ指揮下での鄂州・江陵攻めに功績があり、都事に任じられた。南宋平定後には員外郎に改められ、広西地方の平定に功績を挙げて郎中に昇格となった。また崖山の戦いにも従軍して功績を挙げ、参議行中書省事・同知湖南宣慰司事の地位を得た。1284年（至元21年）には僉荊湖占城行中書省事に任命されてエリク・カヤの指揮下で第二次ベトナム遠征に従軍したが、遠征は失敗に終わり功なくして帰還した。
1287年（至元24年）より第三次ベトナム遠征に再び従軍することとなり、征交趾行尚書省の參知政事に任命されて総司令である鎮南王トガンの指揮下に入った。第三次ベトナム遠征軍は三つの軍団に別れて進軍し、樊楫はウマルとともに水軍1万8千を率い、11月11日に欽州を発して海路より大越国に向かった。同年11月11日、樊楫・ウマル率いる水軍は万寧（現在のクアンニン省モンカイ市ヴァンニン社）に現れ、玉山双門・安邦口（『元史』安南伝）や浪山（『安南志略』）などの地で大越国軍を破った。一方、大越国側で編纂された『大越史記全書』によると11月28日に多某湾なる地で大越国軍がモンゴル側の水軍に勝利を収めたと記されるが、これは『安南志略』で「勝利後、後方の輸送船が攻撃を受けて失われた」と記される記述に連動するのではないかと見られる。
その後、樊楫・ウマルらは要衝の万劫（現在のハイズオン省チーリン市）にて鎮南王トガン率いる本隊と合流し、万劫の占領後は再び水軍を率いて国都の昇龍に向け進軍し、同年末までに昇龍を占領した。1288年（至元25年）正月、鎮南王トガンらは逃走した大越国の仁宗陳日燇を追って敢喃堡まで至ったものの、仁宗は海上に逃れてモンゴル軍の追撃を振り切った。モンゴル軍は国都一帯を占領したものの、大越国の住民が食糧を隠したことによって食糧不足に陥ってしまい、同年2月には全軍を挙げて撤退することが決められた。しかし、モンゴル軍は白藤江にて大越国に捕捉され、樊楫・ウマルらは大越国水軍に包囲されて大敗を喫した（白藤江の戦い (1288年)）。『元史』樊楫伝によると、負傷した樊楫は水中に身を投げるも、大越国兵に引き上げられた上で、毒殺されたという。大越国側の史料である『大越史記全書』にも3月17日に樊楫を捕虜としたとの記述がある。第三次ベトナム遠征に従軍した諸軍の内、陸軍は帰還した将兵の記録があるのに対し、樊楫・ウマルらが率いた水軍に属する将兵の帰還はほとんど記録がなく、水軍は特に白藤江の戦いで壊滅的打撃を受けたようである。